# Xã Sagola, Michigan
Xã Sagola (tiếng Anh: Sagola Township) là một xã thuộc quận Dickinson, tiểu bang Michigan, Hoa Kỳ. Năm 2010, dân số của xã này là 1.106 người.